# Bonifacije V.
Bonifacije V., papa od 23. prosinca 619. do 25. listopada 625. godine.